# Naarda plenirena
Naarda plenirena är en fjärilsart som beskrevs av Joannis 1929. Naarda plenirena ingår i släktet Naarda och familjen nattflyn. Inga underarter finns listade i Catalogue of Life.